# Lepidomeda
Lepidomeda es un género de peces de la familia Cyprinidae y de la orden de los Cypriniformes.

## Especies
Tiene cuatro especies reconocidas:
- Lepidomeda albivallis R. R. Miller & C. L. Hubbs, 1960
- †Lepidomeda altivelis R. R. Miller & C. L. Hubbs, 1960
- Lepidomeda copei
- Lepidomeda mollispinis R. R. Miller & C. L. Hubbs, 1960
- Lepidomeda vittata Cope, 1874